# Saint-Denoual
Saint-Denoual [sɛ̃dənwal] est une commune du département des Côtes-d'Armor, dans la région Bretagne, en France.

## Géographie
| Hénansal  |               | Hénanbihen |
| Quintenic | Saint-Denoual | Landébia   |
|           | Plédéliac     |            |

### Hydrographie
Pour un article plus général, voir Réseau hydrographique des Côtes-d'Armor.
La commune est située dans le bassin Loire-Bretagne. Elle est drainée par le Frémur et le Guinguenoual,.
Le Frémur, d'une longueur de 19 km, prend sa source dans la commune de Quintenic et se jette  dans la Manche en limite de Fréhel et de Pléboulle. 

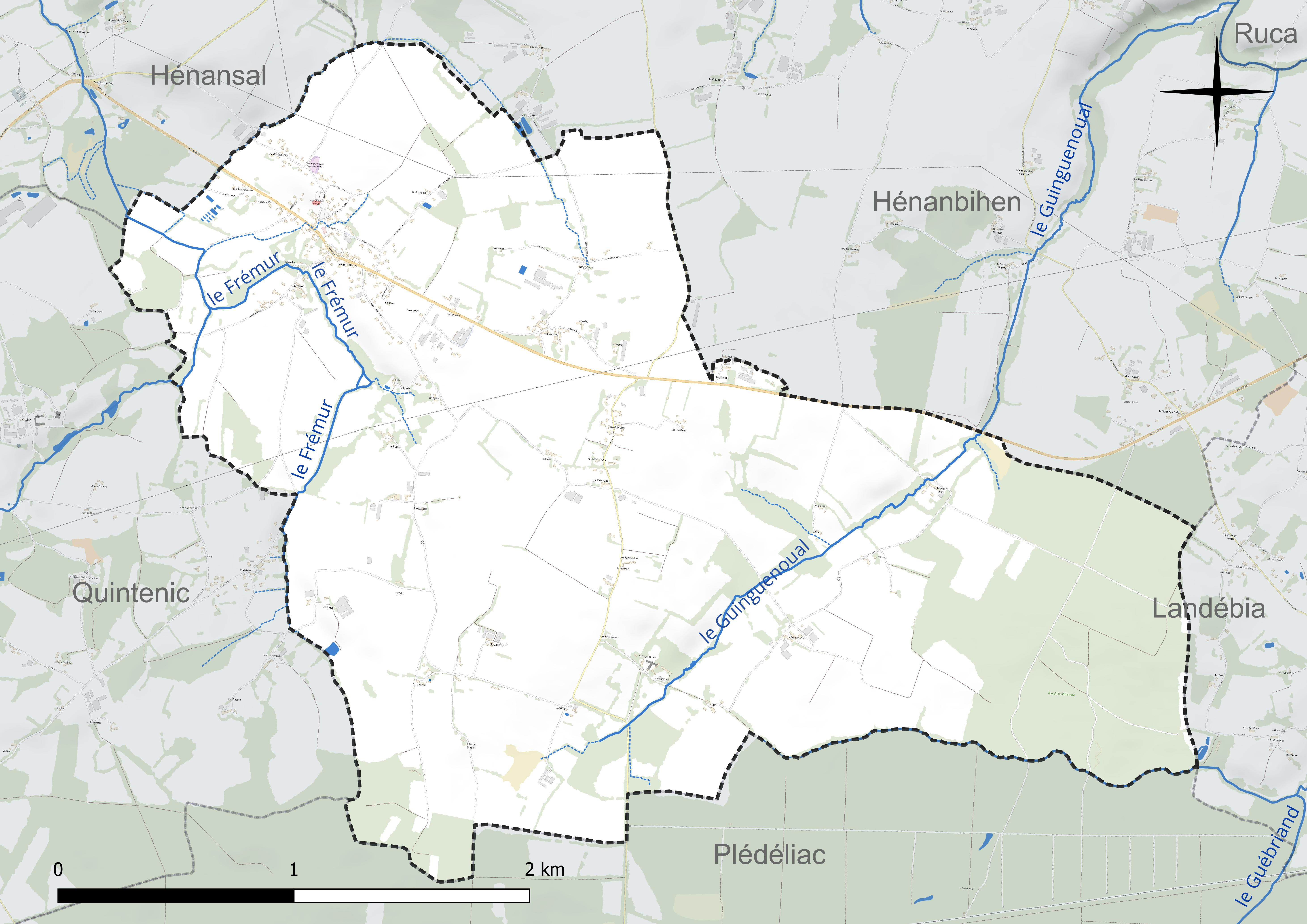
Réseau hydrographique de Saint-Denoual.

Le Guinguenoual, d'une longueur de 12 km, prend sa source dans la commune  et se jette  dans le Frémur à Pléboulle, après avoir traversé quatre communes. 

### Climat
Pour des articles plus généraux, voir Climat de la Bretagne et Climat des Côtes-d'Armor.
En 2010, le climat de la commune est de type climat océanique franc, selon une étude du CNRS s'appuyant sur une série de données couvrant la période 1971-2000. En 2020, Météo-France publie une typologie des climats de la France métropolitaine dans laquelle la commune est exposée à un climat océanique et est dans la région climatique  Finistère nord, caractérisée par une pluviométrie élevée, des températures douces en hiver (6 °C), fraîches en été et des vents forts. Parallèlement l'observatoire de l'environnement en Bretagne publie en 2020 un zonage climatique de la région Bretagne, s'appuyant sur des données de Météo-France de 2009. La commune est, selon ce zonage, dans la zone « Intérieur  », exposée à un climat médian, à dominante océanique.  
Pour la période 1971-2000, la température annuelle moyenne est de 11,4 °C, avec  une amplitude thermique annuelle de 11,2 °C. Le cumul annuel moyen de précipitations est de 701 mm, avec 12,2 jours de précipitations en janvier et 6,5 jours en juillet. Pour la période 1991-2020, la température moyenne annuelle observée sur la station météorologique la plus proche, située sur la commune de Quintenic à 2 km à vol d'oiseau, est de 11,6 °C et le cumul annuel moyen de précipitations est de 769,8 mm,. Pour l'avenir, les paramètres climatiques de la commune estimés pour 2050 selon différents scénarios d’émission de gaz à effet de serre sont consultables sur un site dédié publié par Météo-France en novembre 2022.

## Urbanisme

### Typologie
Au 1er janvier 2024, Saint-Denoual est catégorisée commune rurale à habitat dispersé, selon la nouvelle grille communale de densité à 7 niveaux définie par l'Insee en 2022.
Elle est située hors unité urbaine et hors attraction des villes,.

### Occupation des sols
L'occupation des sols de la commune, telle qu'elle ressort de la base de données européenne d’occupation biophysique des sols Corine Land Cover (CLC), est marquée par l'importance des territoires agricoles (83,8 % en 2018), une proportion sensiblement équivalente à celle de 1990 (84,1 %). La répartition détaillée en 2018 est la suivante : 
terres arables (48,8 %), zones agricoles hétérogènes (21,4 %), prairies (13,6 %), forêts (12,4 %), zones urbanisées (3,7 %). L'évolution de l’occupation des sols de la commune et de ses infrastructures peut être observée sur les différentes représentations cartographiques du territoire : la carte de Cassini (XVIIIe siècle), la carte d'état-major (1820-1866) et les cartes ou photos aériennes de l'IGN pour la période actuelle (1950 à aujourd'hui).

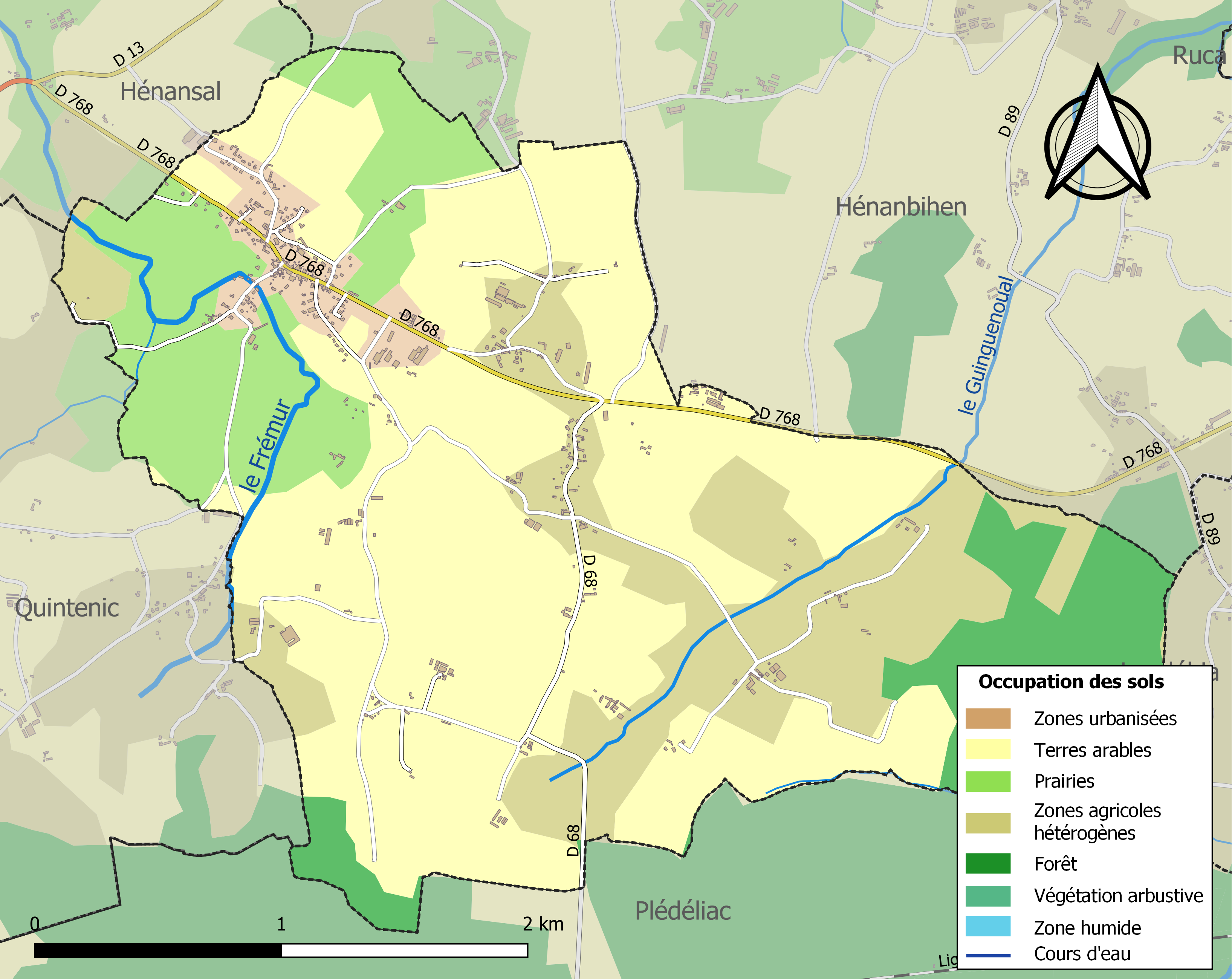
Carte des infrastructures et de l'occupation des sols de la commune en 2018 (CLC).

## Toponymie
Le nom de la localité est attesté sous les formes Sanctus Denoalus en 1167, Sanctus Denoallus en 1210, Sanctus Donoalus en 1225 et en 1244, Sanctus Dongualus en 1244, Parochia de Sancto Denoallo en 1244, Sancto Denoalo en 1313, Sainct-Denoal en 1427, Sainct-Denoual dès 1450.
Saint-Denoual vient du breton den (homme) et wal (gallois).
Saint-Denoua en gallo.

## Histoire

### LeXXesiècle

#### Les guerres duXXesiècle
Le monument aux morts porte les noms des 26 soldats morts pour la Patrie :
- 23 sont morts durant la Première Guerre mondiale ;
- 3 sont morts durant la Seconde Guerre mondiale.

## Héraldique
| Blason de Saint-Denoual | Blason  | De gueules aux onze billettes d'argent, posés 4,3,4. |
| Blason de Saint-Denoual | Détails | Le statut officiel du blason reste à déterminer.     |

## Politique et administration
| Période                                  | Période               | Identité            | Étiquette | Qualité |
| ---------------------------------------- | --------------------- | ------------------- | --------- | --- |
| Les données manquantes sont à compléter. |                       |                     |           | |
| ca. 1940                                 | novembre 1973 (décès) | François Carfantan  |           | Chevalier de la Légion d'honneur (1971)                                                                              |
| ca. 1980                                 |                       | Louis Grosmaître    |           | |
| Les données manquantes sont à compléter. |                       |                     |           | |
| mars 1983                                | mars 2008             | Jean Bonenfant      | DVD       | Chef d'entreprise, maire honoraire (2009)                                                                            |
| mars 2008                                | 23 mai 2020           | Marie-Thérèse Salou | UMP-LR    | Agricultrice retraitée Adjointe au maire (1989 → 2008) 1re vice-président de la CC du Pays de Matignon (2014 → 2016) |
| 23 mai 2020                              | En cours              | Jérémy Allain       |           | Chef d'entreprise |

## Démographie
L'évolution du nombre d'habitants est connue à travers les recensements de la population effectués dans la commune depuis 1793. Pour les communes de moins de 10 000 habitants, une enquête de recensement portant sur toute la population est réalisée tous les cinq ans, les populations de référence des années intermédiaires étant quant à elles estimées par interpolation ou extrapolation. Pour la commune, le premier recensement exhaustif entrant dans le cadre du nouveau dispositif a été réalisé en 2007.

En 2022, la commune comptait 490 habitants, en évolution de +8,41 % par rapport à 2016 (Côtes-d'Armor : +1,78 %, France hors Mayotte : +2,11 %).
| 1793 | 1800 | 1806 | 1821 | 1831 | 1836 | 1841 | 1846 | 1851 |
| ---- | ---- | ---- | ---- | ---- | ---- | ---- | ---- | ---- |
| 477  | 442  | 443  | 449  | 446  | 456  | 503  | 541  | 548  |

| 1856 | 1861 | 1866 | 1872 | 1876 | 1881 | 1886 | 1891 | 1896 |
| ---- | ---- | ---- | ---- | ---- | ---- | ---- | ---- | ---- |
| 593  | 544  | 538  | 586  | 601  | 615  | 606  | 574  | 541  |

| 1901 | 1906 | 1911 | 1921 | 1926 | 1931 | 1936 | 1946 | 1954 |
| ---- | ---- | ---- | ---- | ---- | ---- | ---- | ---- | ---- |
| 524  | 523  | 532  | 478  | 455  | 459  | 463  | 477  | 442  |

| 1962 | 1968 | 1975 | 1982 | 1990 | 1999 | 2006 | 2007 | 2012 |
| ---- | ---- | ---- | ---- | ---- | ---- | ---- | ---- | ---- |
| 382  | 369  | 330  | 342  | 362  | 354  | 388  | 392  | 411  |

| 2017 | 2022 | - | - | - | - | - | - | - |
| ---- | ---- | - | - | - | - | - | - | - |
| 464  | 490  | - | - | - | - | - | - | - |

Saint-Denoual a perdu 78 % de sa population entre 1851 et 1999, passant de 1 558 à 354 habitants entre ces deux dates.

## Lieux et monuments
- Château de La Guyomarais, construit à différentes périodes entre le XVe siècle et le XVIIIe siècle.La tombe d'Armand Tuffin de La Rouërie se trouve dans la propriété.
- Église paroissiale Saint-Étienne.

## Personnalités liées à la commune
- Daniel Louis Emmanuel, dit « Emmanuel », chouan de Saint-Denoual[24] ;
- Armand Tuffin de La Rouërie, héros de la guerre d'indépendance américaine, y est mort en 1793.